# Choedzjand
Choedzjand (Tadzjieks: Хуҷанд, Huçand of خجند), tot 1939 Chodzjend of Chodzjent (Ходжент) en tussen 1939 en 1992 Leninabad ter herinnering van Lenin, is een stad in het noorden van Tadzjikistan aan de Syr Darja met bijna 170.000 inwoners (01/01/2014), waaronder naast Tadzjieken ook veel Oezbeken. De naam is bekender onder de Russisch uitspraak Choedzjand dan de Tadzjiekse Huçand.
Het is de tweede stad van het land en in tegenstelling tot de hoofdstad Doesjanbe heeft het een oude binnenstad. Alexander de Grote stichtte in deze uithoek van zijn rijk Alexandria Eschata ("Alexandria ver weg", Grieks: Ἀλεξάνδρεια Ἐσχάτη). De stad controleert de toegang tot de Vallei van Fergana. Choedzjand maakt sinds 1929 deel uit van Tadzjikistan, toen Tadzjikistan omgevormd werd naar de Tadzjiekse SSR.
Het historisch museum van de regio Soeghd bevindt zich in Choedzjand. 

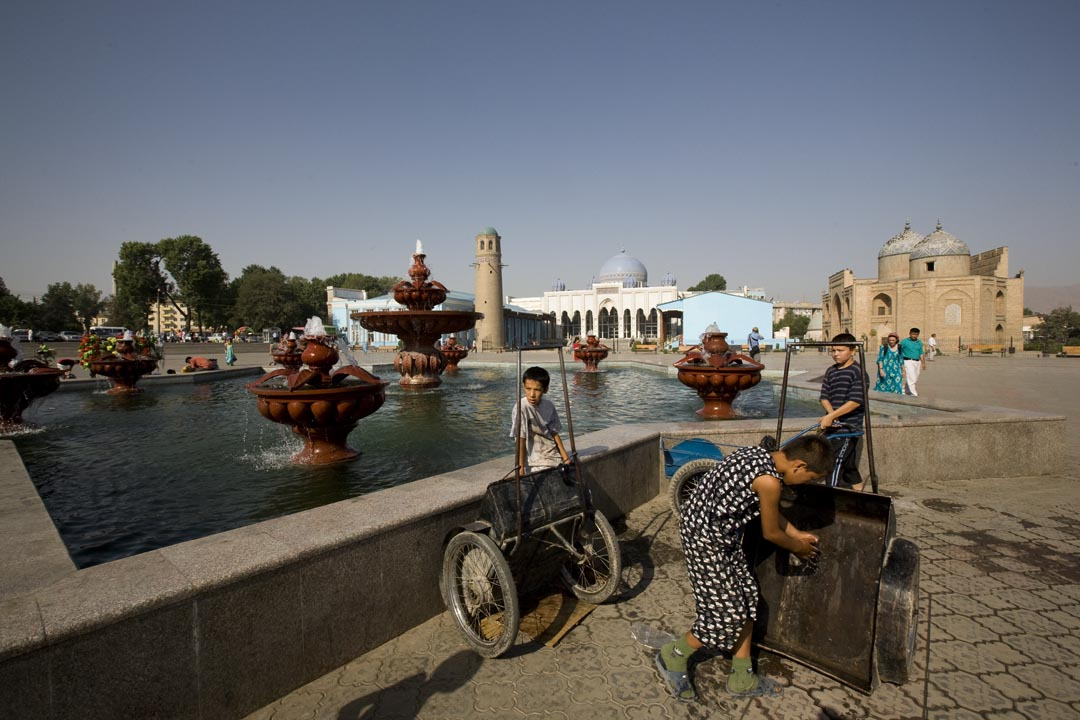
Plein in Choedzjand
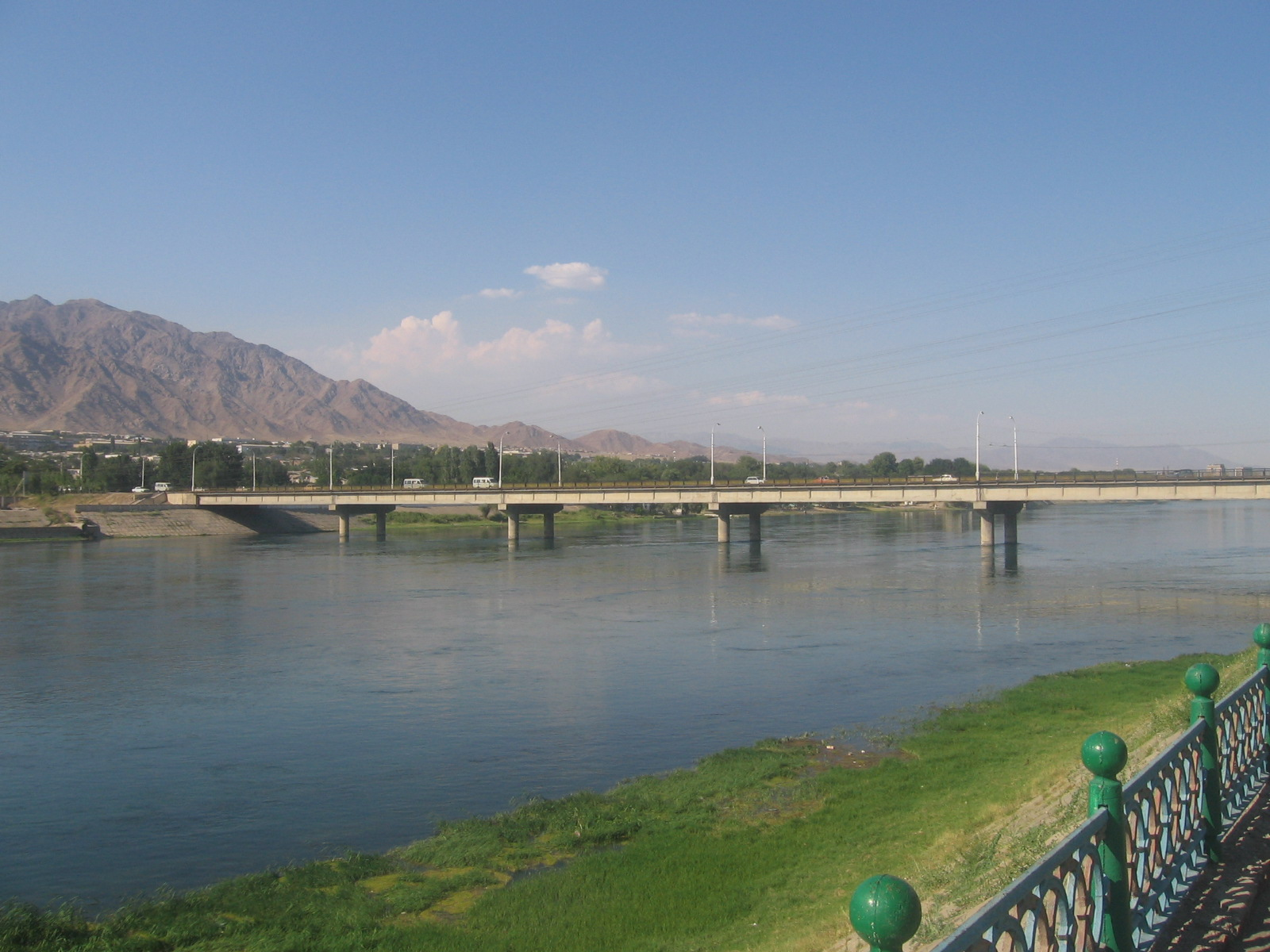
brug over de Syr Darja in Choedzjand

## Geboren
- Henri Weber (23 juni 1944), Frans politicus
- Andreas Wolf (12 juni 1982), Duits voetballer